# Castillo de las Cinco Esquinas

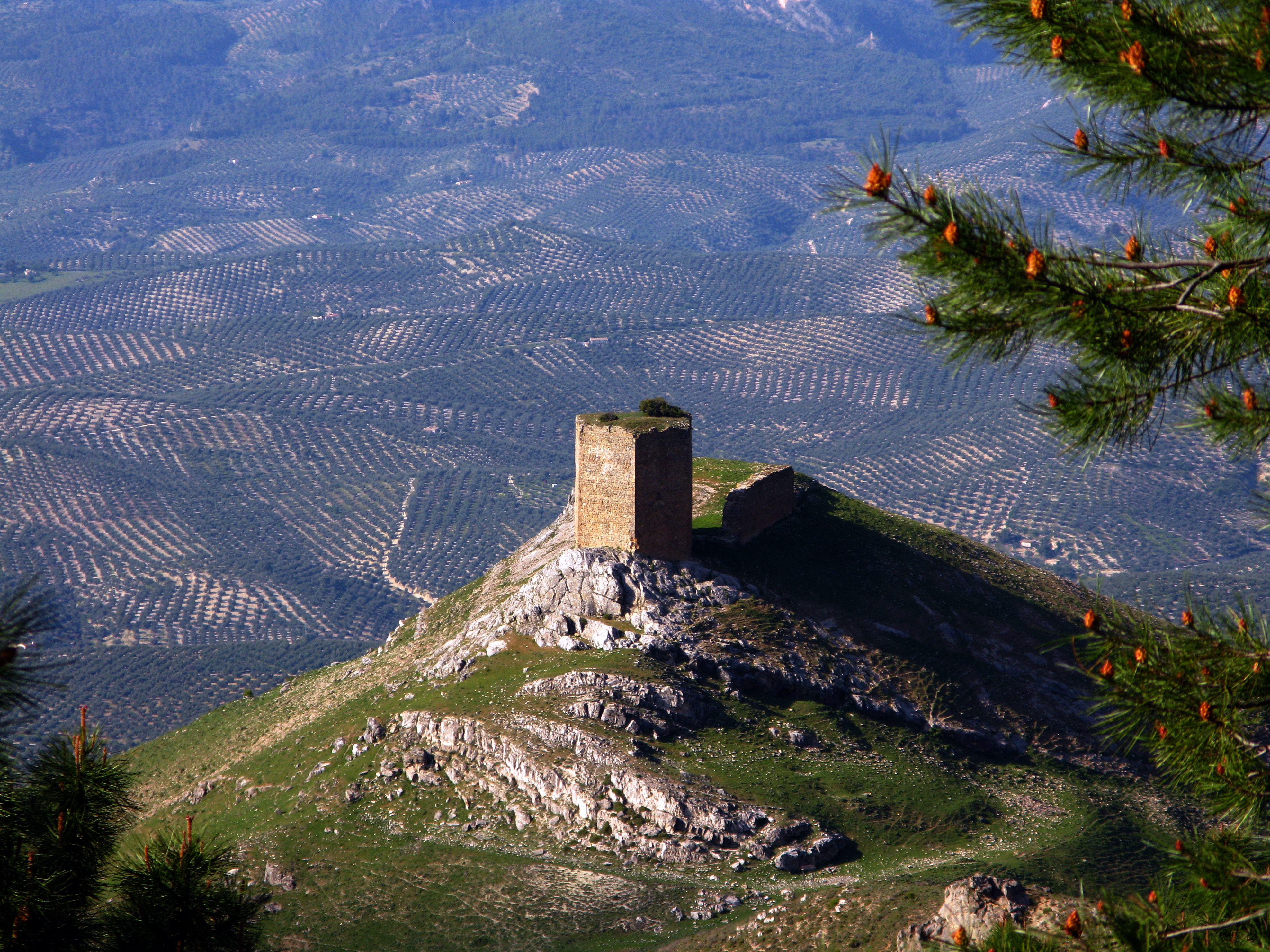
Vista del Castillo de las Cinco Esquinas desde el Parque natural de Cazorla, Segura y Las Villas

El castillo de las Cinco Esquinas es una fortaleza construida en la segunda mitad del siglo XIV. Se ubica en el municipio de Cazorla, España, en un cerro amesetado rocoso, cerca de la cumbre del mismo.
El cerro se denomina Cerro Salvatierra, de ahí que el castillo sea también conocido como Castillo de Salvatierra. Se alza a 1176 m s. n. m., en la vertiente occidental de la Sierra de Cazorla.

## Descripción
La planta del recinto es rectangular, con unas dimensiones de sesenta y dos metros en su lado largo y veinte en el corto. La torre del Homenaje se situaba al Sur, por lo que en este lado el muro de cerramiento tenía unas dimensiones de tan solo cinco metros, abriéndose en él la entrada a la fortaleza. De los muros, se conserva en aceptable estado la mitad del que cerraba por el Este, está bastante destruido el lado Sur, y han desaparecido prácticamente los lienzos de muro Norte y Oeste, aunque aún perduran testigos de sus cimientos. En el patio de armas corría otro muro que unía los lienzos Este y Oeste, dividiendo el espacio en dos patios.
La torre del Homenaje es de planta pentagonal, tres de sus lados forman ángulos rectos y tienen dimensiones semejantes (13,80; 14,70 y 14,20 metros), los que quedan son los más cortos (9,80 m) y recogen la escalera de caracol, abriéndose en el centro del muro Sur el acceso a ella. El acceso a la torre, algo elevado, se abre en el lado Norte, que es el que da al patio de armas. Se trata de un vano de 1,50 metros de ancho cubierto de bóveda apuntada; en sus dos extremos persisten sólidas quicialeras, donde encajaban las puertas, y el alveolo del barrón que cerraba la exterior. Sobre esta puerta observamos los restos de cuatro canes que sostuvieron en su día un balcón amatacanado dispuesto para el tiro vertical que defendía la entrada.
Ya en el interior, el aposento bajo de la torre es cuadrangular (4,90 por 7,20 metros) y está cubierto por dos bóvedas vaídas de ladrillo que descansan en el centro en un arco apuntado asentado sobre pilastras adosadas a los muros Este y Oeste. De los ámbitos que resultan, el más cercano a la entrada es el más grande y su bóveda es más alta que la del otro. El primero recibe luz de dos saeteras bastante vaciadas en su interior. Toda la obra de esta singular torre es de sillarejo y mampostería regular bien dispuesta en hiladas.
El recinto exterior de la fortaleza es también de mampostería dispuesta en hiladas regulares para formar un muro extremadamente grueso (2,55 metros).

## Historia
La zona fue ocupada por Fernando III de Castilla entre 1225 y 1230, entregándola como Adelantamiento de Cazorla al arzobispado de Toledo en 1231. Se trata de una obra de la segunda mitad del siglo XIV, quizás de la época del arzobispo Pedro Tenorio. La actividad constructiva de este período debe contemplarse en el contexto de un periodo de debilidad de Castilla que coincide con otro de prosperidad del reino de Granada. Es la época de Mohammed V, cuando los nazaríes conquistan Algeciras, Ronda y Gibraltar.